# Dombrés
Pour les articles homonymes, voir Dombré.
Le dombré (ou dombwé en créole guadeloupéen) est un mets originaire de la Guadeloupe. Il est composé de petites boules de pâte à base de farine et d’eau, cuites dans une sauce souvent accompagnée de haricots rouges, de pois d'Angole, de lentilles, de viandes ou de crevettes.
Le procédé culinaire consistant à confectionner des boulettes de pâte est commun à plusieurs régions des Caraïbes. Il pourrait avoir été introduit par les Juifs hollandais réfugiés dans les Antilles au XVIIe siècle, apportant avec eux des savoir-faire comme celui des knepfle, un type de pâtes européennes. Toutefois, le dombré, tel qu’il est cuisiné et nommé dans les Antilles françaises, est une préparation spécifique qui s’inscrit dans la tradition guadeloupéenne.
Il est aujourd’hui également consommé en Martinique (où on le nomme parfois dongré ou dolfines) et en Guyane (sous le nom dongué), où il a été intégré aux pratiques culinaires locales à la faveur de circulations culturelles importantes entre ces territoires, notamment à partir de la départementalisation.
On trouve aussi le dombre dans les antilles anglaises ( Small Axe série Arte )

## Origines du savoir-faire
La pâte utilisée dans le dombré, à base de farine et d’eau, a été introduite dans les Antilles françaises par les Juifs séfarades d’origine portugaise. Chassés de la péninsule Ibérique lors de l’Inquisition, ces derniers trouvèrent refuge aux Pays-Bas à partir du XVIᵉ siècle, où une plus grande tolérance religieuse leur était accordée.
Au XVIIᵉ siècle, plusieurs familles juives hollandaises s’installèrent dans le Brésil néerlandais, colonie éphémère des Provinces-Unies. Lorsque le Portugal reprit le contrôle du territoire en 1654, ces communautés furent de nouveau contraintes à l’exil, et certaines se réfugièrent dans les îles caribéennes.
On retrouve des préparations similaires à base de pâte dans d’autres régions caribéennes. En Jamaïque, par exemple, les spinners sont des boulettes de farine roulées à la main, parfois frites ou bouillies, servies comme accompagnement dans divers plats. Cependant, ces mets diffèrent du dombré guadeloupéen, qui est un plat en sauce à part entière, généralement cuisiné avec des haricots rouges, des lentilles, des pois d’Angole ou des crevettes.
Contrairement aux spinners jamaïcains ou à d’autres préparations sèches, le dombré se distingue par son mode de cuisson en sauce.
Il existe dans la Caraïbe d’autres plats à base de pâte, comme à Porto Rico, où l’on cuisine les guanimes. Néanmoins, ils n’ont pas réellement de lien avec la pâte de farine telle qu’on la retrouve en Guadeloupe ou en Jamaïque. À Porto Rico, il s’agit plutôt de boules ou galettes à base de farine de manioc, souvent mélangées à du beurre et à d’autres ingrédients, puis cuites dans des feuilles de bananier. Ces plats sont issus d’un héritage taïno, donc précolombien, et ne partagent pas les mêmes origines historiques que le dombré guadeloupéen.
Ainsi, même si certaines similitudes peuvent exister visuellement ou dans la texture, il ne s’agit ni du même savoir-faire, ni du même héritage culturel. Le dombré, en tant que plat en sauce ancré dans la tradition guadeloupéenne, possède une trajectoire historique distincte.

## Célébration culturelle
Depuis 2017, la commune du Moule, en Guadeloupe, organise le festival Dombré an tout sòs, un événement populaire dédié à ce plat emblématique. Cette fête culinaire met à l’honneur les différentes façons de préparer le dombré, dans une ambiance conviviale et festive.
Au-delà de la gastronomie, l’événement participe à l’affirmation de la culture guadeloupéenne, en valorisant un savoir-faire culinaire transmis de génération en génération. Le dombré, plat qui a souvent rassemblé les familles autour de la table, est ici célébré comme un symbole fédérateur, porteur d’identité et de mémoire.